# Wolfgang Riepl
Wolfgang Riepl (* 14. Oktober 1864 in Losenried; † 26. Januar 1938 in Erlangen) war ein deutscher Journalist.
Zu Beginn seiner beruflichen Tätigkeit war Riepl von 1890 bis 1900 Redaktionsleiter beim Westungarischen Grenzboten.  Anschließend  war er von 1900 bis 1932 Chefredakteur der Nürnberger Zeitung. Er wurde 1911 an der Universität Erlangen mit einer Arbeit zum antiken Nachrichtenwesen promoviert. Er formulierte das später nach ihm benannte Rieplsche Gesetz.

## Veröffentlichungen (Auswahl)
- Beiträge zur Geschichte des Nachrichtenwesens bei den Römern. Dissertation Erlangen 1911.
- Das Nachrichtenwesen des Altertums mit besonderer Rücksicht auf die Römer. Teubner, Leipzig 1913.
- Strukturen des Nachrichtenwesens. Eine Textauswahl. Mit einer Einführung von Heinz Starkulla. Hrsg. und Komm. von Hans Wagner. Nomos, Baden-Baden 2014, ISBN 978-3-8452-5598-9 (Zum Inhalt).